# David Marusek
Œuvres principales
- Un paradis d'enfer
- L'Enfance attribuée

David Marusek, né le 21 janvier 1951 à Buffalo dans l'État de New York, est un écrivain américain de science-fiction.

## Biographie
David Marusek a travaillé comme designer graphique pendant une vingtaine d'années. Il a également enseigné le design graphique à l'université de l'Alaska à Fairbanks. Il a commencé à avoir des nouvelles publiées peu après avoir pris part à l'atelier d'écriture Clarion West Writers Workshop (en) en 1992.

## Œuvres

### SérieUpon This Rock
1. (en) First Contact, 2017
2. (en) Glassing the Orgachine, 2019

### SérieCounting Heads
1. Un paradis d'enfer, Presses de la Cité, 2008 ((en) Counting Heads, Tor Books, 2005)
2. (en) Mind Over Ship, Tor Books, 2009

### Romans indépendants
- L'Enfance attribuée, Le Bélial', coll. « Science-fiction » no 5, 1999 ((en) We Were Out of Our Minds with Joy, 1995)Réédition Le Bélial', coll. « Une heure-lumière » no 21, 2019

### Recueil de nouvelles
- (en) Getting to Know You, 2007

### Nouvelles traduites en français
- Apprendre à te connaître, 2000 ((en) Getting to know you, 1997)Parue dans la revue Étoiles vives no 8 aux éditions Le Bélial'
- Oussama téléphone maison, 2011 ((en) Osama Phone Home, 2007)Parue dans la revue Fiction no 12 aux éditions Les Moutons électriques